# Кількісні метрики коду
Кількісні метрики коду є найпоширенішими метриками завдяки простоті їх підрахунку. Найелементарнішою кількісною метрикою є кількість рядків коду(SLOC). 
До кількісних метрик відносять також:
- кількість пустих рядків програми
- кількість коментарів
- відсоток коментарів (відношення числа рядків з коментарями до загальної кількості рядків, виражене у відсотках)
- середнє число рядків для функцій (класів або файлів)
- середнє число рядків, що містять вихідний код для функцій(класів або файлів)
- середнє число рядків для модулів

Розрізняють також кількісну метрику для оцінки стилістики програми(F). Для обрахунку цієї метрики програма розбивається на n рівних фрагментів і обчислення кожного фрагменту по формулі Fi = SIGN(Nкомм.i/Ni – 0,1), де Nкомм.i - кількість коментарів в і-му фрагменті, Ni - загальна кількість рядків коду в і-му фрагменті. Загальна характеристика для всієї програми визначатиметься сумою Fi для всіх фрагментів програми.

## Кількісні метрики Холстеда.
До кількісних метрик відносять також кількісні метрики Холстеда. Їх підрахунок оснований на таких показниках:
- n1 - число унікальних операторів програми, включаючи символи-розділювачі, імена процедур і знаки операцій.
- n2 - число унікальних операндів програми
- N1 - загальна кількість операторів в програмі
- N2 - загальна кількість операндів в програмі
- n1' - теоретична кількість унікальних операторів

- n2' - теоретична кількість унікальних операндів

Використовуючи ці показники можна порахувати:
- Словник програми n=n1+n2
- Довжина програми N=N1+N2
- Теоретичний словник програми n'=n1'+n2'
- Теоретична довжина програми N'= n1*log2(n1) + n2*log2(n2)
- Об'єм програми V=N*log2n
- Теоретичний об'єм програми V'=N'*log2n'
- Рівень якості програмування L'= (2 n2)/ (n1*N2)
- Складність розуміння програми Eс=V/(L')2
- Трудомісткість кодування програми D=1/ L'
- Інформаційна місткість програми I=V/D
- Оцінка необхідних інтелектуальних зусиль при розробці програми E=N' * log2(n/L)